# Euploea verhuelli
Euploea verhuelli är en fjärilsart som beskrevs av Moore 1883. Euploea verhuelli ingår i släktet Euploea och familjen praktfjärilar. Inga underarter finns listade i Catalogue of Life.